# U.S. Route 62 (Illinois)
La U.S. Route 62 o Ruta Federal 62 (abreviada US 62) es una autopista federal ubicada en el estado de Illinois. La autopista inicia en el oeste desde la frontera con Misuri hacia el este en la frontera con Kentucky. La autopista tiene una longitud de 1,5 km (0.92 mi).

## Mantenimiento
Al igual que las carreteras estatales, las carreteras interestatales, y el resto de rutas federales, la U.S. Route 62 es administrada y mantenida por el Departamento de Transporte de Illinois por sus siglas en inglés IDOT.

## Cruces
La U.S. Route 62 es atravesada principalmente por la  US 60 .